# Boloceroides daphneae
Boloceroides daphneae is een neteldier dat in 2006 voor het eerst beschreven en benoemd werd door Daly. De soort werd ingedeeld in het geslacht Boloceroides in de familie Boloceroididae.
Uit een onderzoek waarvan de resultaten in 2014 werden gepubliceerd, werd duidelijk dat het organisme geen gewone zeeanemoon is maar tot een tot dan toe onbekende orde van neteldieren moet worden gerekend. De soort werd daarom als Relicanthus daphneae in een nieuw geslacht geplaatst, waarvoor een nieuwe orde van neteldieren werd gecreëerd.